# Smenhkare
Anhkeperure Smenhkare Džeser Keperu  je bil faraon pozne Osemnajste dinastije, ki je vladal samo od 1335 do 1334 pr. n. št., * ni znano, † 1334 pr. n. št.
Njegovo ime se pogosto prevaja kot »Živi so manifestacija Raja« in »Močna je duša Raja, Sveto obličje«. Vladal ali vladala, ker se ne ve, ali je bil moški ali ženska,  je v amarnskem obdobju, v katerem je faraon Ehnaton poskušal v egipčansko družbo uvesti nove verske poglede. On ali ona se včasih razloča od neposrednega predhodnika/naslednika, ki je običajno opredeljen kot faraonka  Anhkeperure Neferneferuaton. Neferneferuaton se pogosto istoveti z Nefretete. Smenhkare v nasprotju z Neferneferuaton v svojem vladarskem imenu ali kartuši ni uporabljal pridevkov.
O Smenhkareju je zelo malo zanesljivih podatkov, ker so njegovi nasledniki iz Osemnajste dinastije poskušali  celo amarnsko obdobje izbrisati iz zgodovine. 

## Vladanje
Smenhkarejeva vladavina je bila kratka, zato morda nikoli ni vladal kot samostojen vladar. Dokazi o tem so skopi, vendar ne tako,  kot se včasih zdi. Mednje spada več kot »samo nekaj prstanov in vinska etiketa« in ne »samo nekaj napisov iz zadnjega obdobja Ehnatonove vladavine«, kot se običajno prikazuje.

### Sovladar
Merire opisuje Smenhkareja hkrati kot vladarja in Ehnatonovega zeta, kar skupaj z napisom na vinski  etiketi kaže, da sta bila Smenhkare in Ehnaton sovladarja. Na žalost opis v Merirejevi grobnici  nima datuma,  Ehnaton pa na njem ni niti upodobljen niti omenjen. Etiketa je na drugi strani samo predmet, ki povezuje kralja z njegovim predhodnikom, in kot taka ni prepričljiv dokaz za njuno sovladanje.
Stvari še bolj zapete  dejstvo, da je bila glavna kandidatka za Ehnatonov prestol ženska - Ankkeperure Neferneferuaton.

### Vladar
Edini Smenhkarejev vladarski datum (leto 1) je na vinski etiketi iz »Senhkarejeve hiše«, vendar se lahko nanaša na njegovo vladavino ali vladavino njegovega naslednika. Smenhkare skoraj zagotovo ni vladal več kot eno leto. Po Dodsonu se je njegovo sovladanje začelo v trinajstem letu Ehnatonovega vladanja in trajalo eno leto, medtem ko ga Allen opisuje kot naslednika kraljice Neferneferuaton.
Nekaj znanstvenikov meni, da je vladal morda dve ali tri leta. Nekaj vinskih etiket iz Amarne je iz drugega in tretjega leta vladanja, vendar se jih ne more z gotovostjo pripisati Smenhkareju, ker na njih ni vladarjevega imena. Nekaj egiptologov meni, da bi jih lahko pripisali Smenhkareju, vendar njihovo mnenje ni dokončno.
Jasnih dokazov o Smenhkarejevem samostojnem vladanju še niso odkrili.

## Smrt in pokop
Edward R. Ayrton je leta 1907 v Dolini kraljev odkril grobnico (KV55), v kateri je našel več pogrebnih predmetov, ki so pripadali več osebam, med njimi skrinjo, ki jo je dal izdelati Ehnaton za kraljico Tije, »čarobne zidake« z Ehnatonovim imenom, kanopske vrče iz alabastra, ki so verjetno pripadali Ehnatonovi ženi Kiji,  in mumijo. Ayrton je iz najdb sklepal, da je odkril grobnico kraljice Tije.  
Zanimiva je bila predvsem mumija. Krsta je bila oskrunjena, ime lastnika pa izbrisano. Po slogu sodeč je očitno pripadala nekomu iz Osemnajste dinastije. Na splošno je veljalo, da je bila krsta prvotno namenjena  ženski, morda Ehnatonovi ženi Kiji, in bila kasneje predelana za moškega. V preteklem stoletju je veljalo, da sta glavna kandidata zanjo ali Ehnaton ali Smenhkare.
Ehnaton je bila kandidat zaradi čarobnih zidakov in predelave nekaj napisov na krsti, Smenhkare pa predvsem zaradi starosti mumije (18-26 let), ki se ni skladala z Ehnatonovo 17 let dolgo vladavino. Razen tega je imel otroka že v prvih letih svoje vladavine.  V grobnici niso odkrili ničesar, kar bi zagotovo pripadalo Smenhkareju, niti njegovega imena. Grobnica  se ni ujemala z nobenim vladarjem,  še najmanj z Ehnatonom.

### Preiskave mumije
Okostenelo mumijo so večkrat preiskali: Smith (1912), Derry (1931), Harrison (1966), Strouhal (1998/2010), Filer (2001) in drugi. Wente je s kranofacialno in rentgensko  analizo leta  1995 preiskal skrivališče mumij, večinoma iz Osemnajste dinastije, in poskušal ugotoviti njihovo identiteto in sorodnost. Rezultati krvnih preiskav ostankov iz KV55 in Tutankamonove mumije  so bili objavljeni v Nature leta 1974. Mumijo iz KV55 so preiskali tudi Harris (1988), ki je objavil samo povzetek,  in nedavno (2010) Hawass, Gad in drugi. 
Filerjin zaključek, ki je temeljil na preiskavah pred letom 2001, je bil, da gre za mumijo ne popolnoma odraslega moškega, starega 18 do 21 let. Njena ugotovitev je bila skladna s prejšnjimi dognanji. Wentejeva študija je pokazala velike podobnosti Tutankamonove,   Ehnatonove in  lobanje iz KV55. Krvne preiskave so pokazale, da sta imela Tutankamon in oseba iz KV55 redko in enako krvno skupino. Mumija iz KV55 bi torej lahko pripadala Tutankamonovemu očetu ali bratu, po starosti sodeč verjetneje bratu,

## Zaključek
Noben faraon iz amarnskega obdobja ni bil predmet toliko špekulacij kot Smenhkare. Obstaja ravno dovolj dokazov,  da ni bil Neferneferuaton, vendar ne dovolj, da je bil sovladar ali samostojen vladar. Egiptologi ga zato pomikajo kot pešaka po šahovnici, odvisno od zahtev njihovih  hipotez. Vladal je morda samo nekaj tednov ali več let. Na eni strani je bil samo kratkoživ sovladar in ne samostojen vladar (Dodson), na drugi strani pa Ehnatonov naslednik  (Allen).